# Conspinaria pilosa
Conspinaria pilosa är en stekelart som först beskrevs av Cameron 1905.  Conspinaria pilosa ingår i släktet Conspinaria och familjen bracksteklar. Inga underarter finns listade i Catalogue of Life.